# Chiesa di San Lorenzo delle Benedettine
La chiesa di san Lorenzo delle Benedettine, monumento nazionale, è uno dei più importanti edifici sacri di San Severo. Rettoria e grancia di San Severino, è detta anche di san Benedetto. Edificata su un progetto dell'architetto napoletano Giuseppe Astarita notevolmente modificato da Ambrosio Piazza (1782), la chiesa, annessa al monumentale monastero delle monache benedettine, ha superba facciata rococò in marmo di Apricena, eseguita entro il 1789 dallo scultore Pietro Palmieri su disegno di Piazza, ed elegante campanile con cupoletta maiolicata.
Nel tempio, massimo esempio pugliese di chiesa barocca a pianta centrale, spiccano, oltre all'elegante decorazione a stucco realizzata da Piazza, i tre superbi altari progettati dall'architetto Gennaro Sanmartino e realizzati da Vincenzo d'Adamo, impreziositi dalle ultime sculture documentate di Giuseppe Sanmartino, realizzati nel 1793 (il maggiore è uno dei capolavori del genere). Nella chiesa si ammirano anche i dipinti di Nicola Menzele (1785 ca.), il raffinato pulpito ligneo (1790), le ricche gelosie in legno dorato dei matronei (1784-1785) e le statue ottocentesche di san Lorenzo, san Benedetto, santa Scolastica, opere di Arcangelo Testa, e di sant'Anna. Sul matroneo centrale, in corrispondenza dell'altare maggiore, è collocato un ricco organo positivo attribuito a Fabrizio Cimino (1740 ca.), che ricorda la straordinaria vocazione canora delle «Signore Monache» di San Lorenzo e la famosa cappella musicale del monastero, che vanta un importante fondo manoscritto con composizioni, tra l'altro, di Pergolesi, Insanguine, Jommelli, Capotorti e Piccinni.

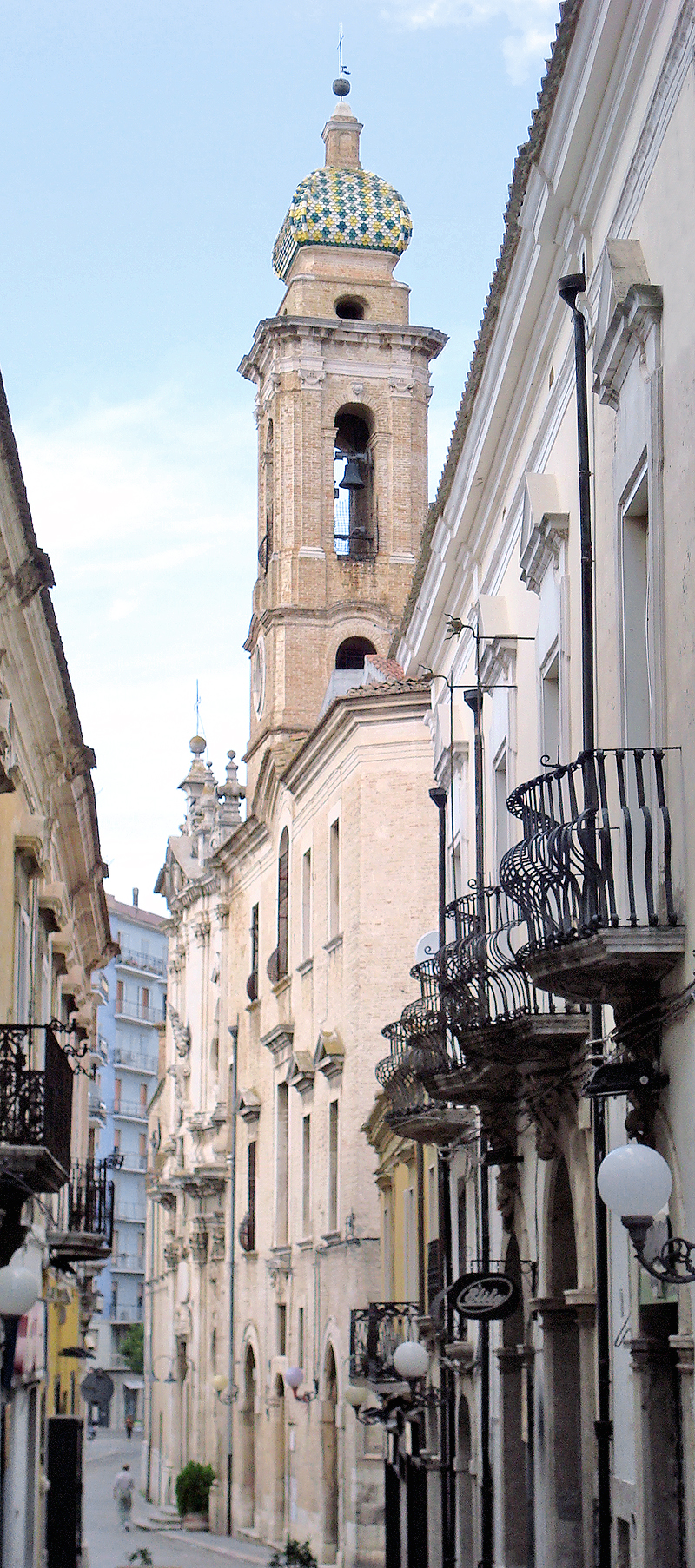
Il campanile
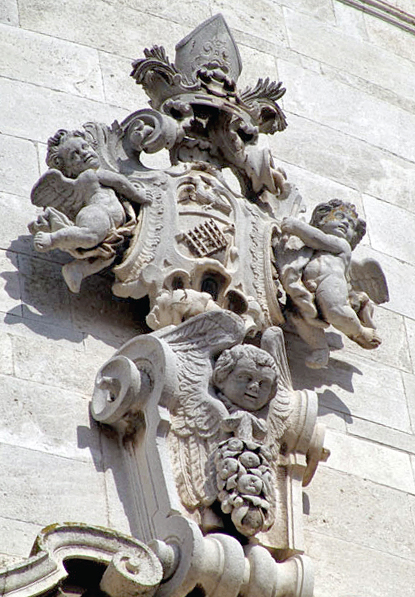
Particolare della facciata
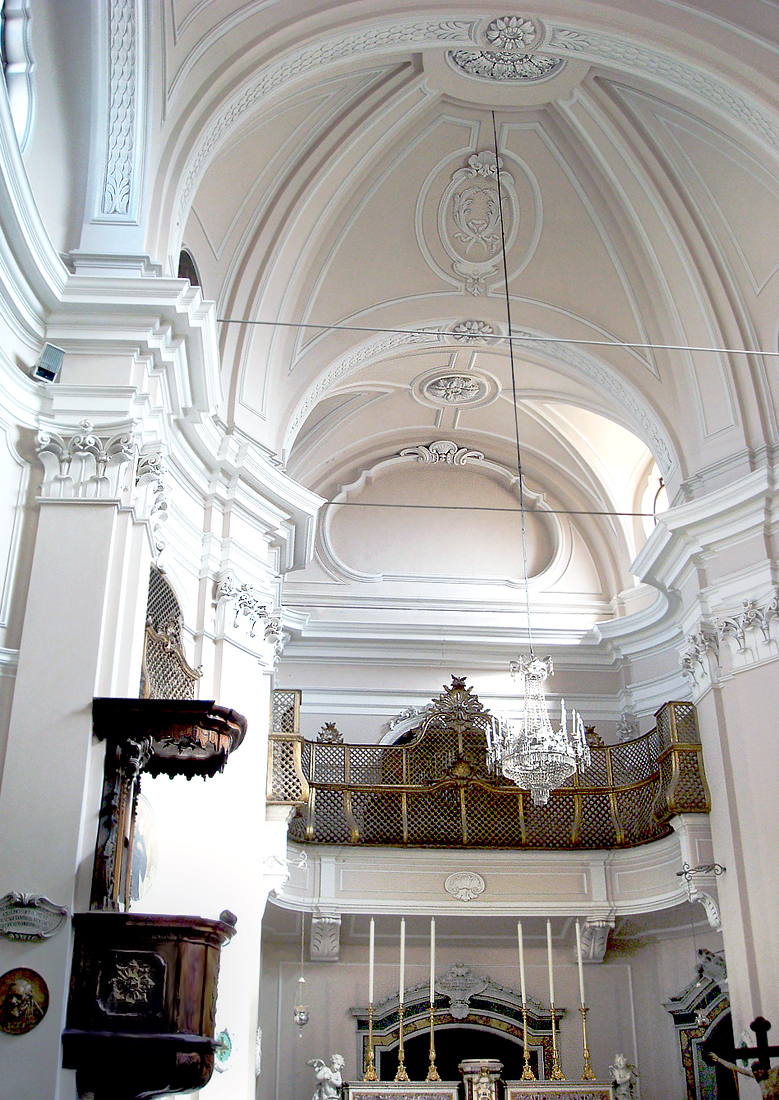
L'interno
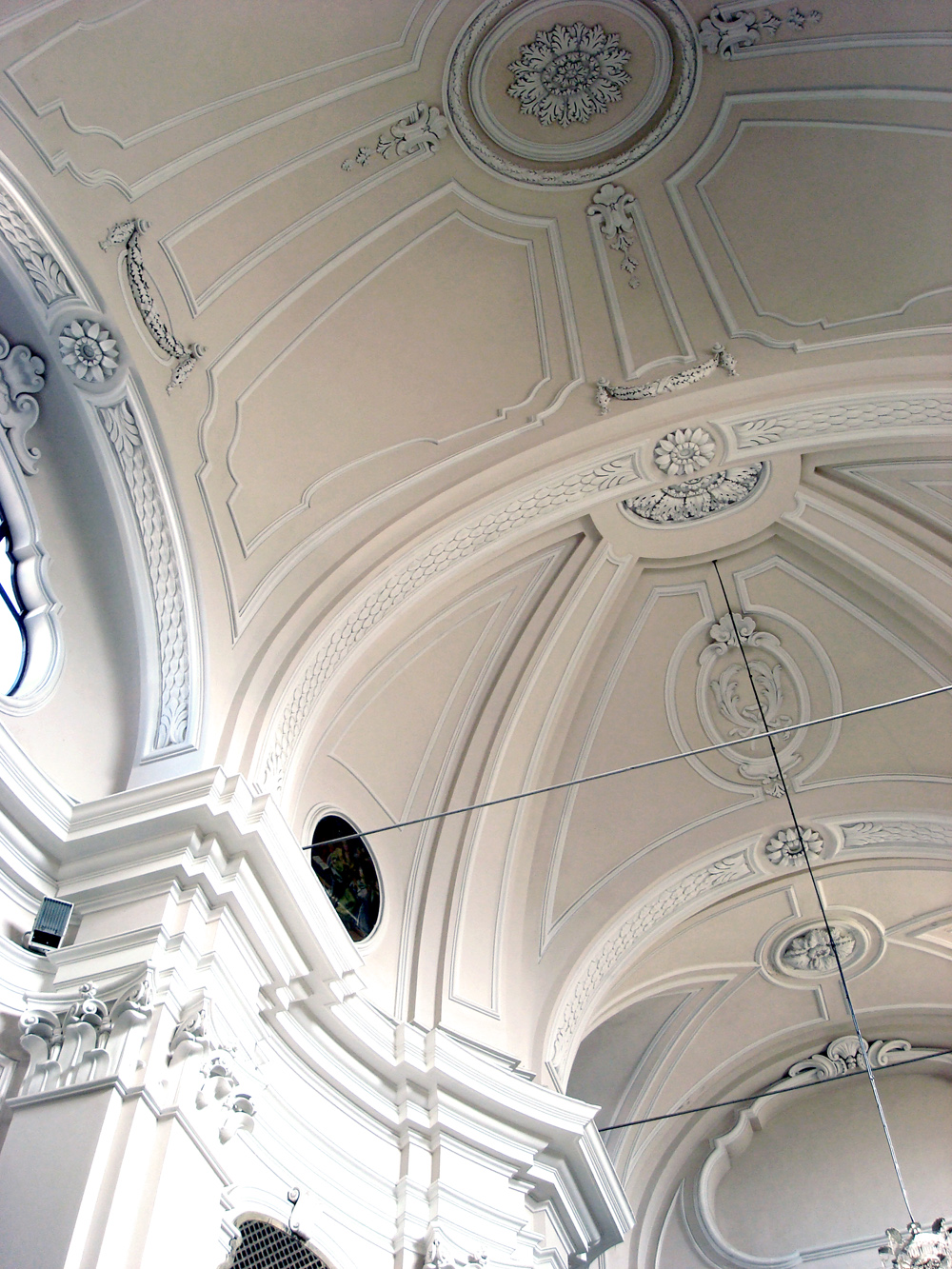
La volta
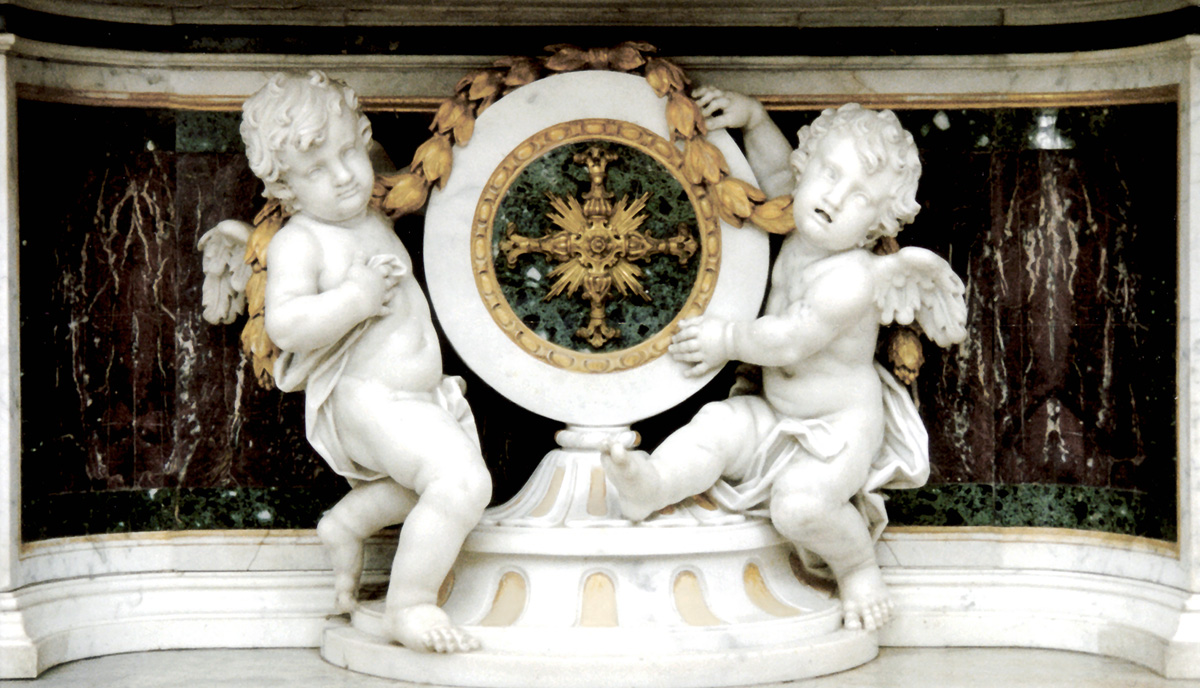
Paliotto dell'altare maggiore
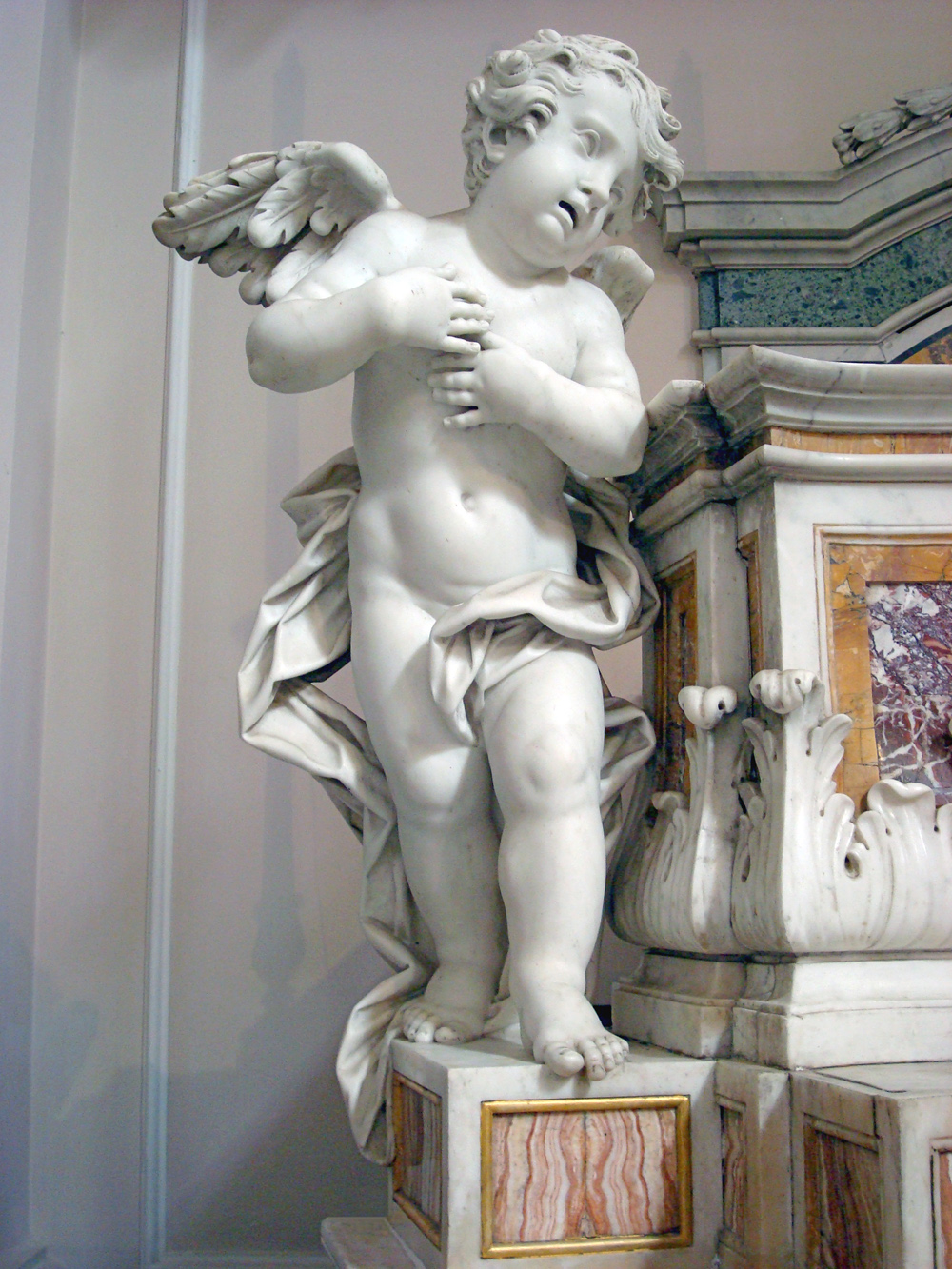
Scultura